# بيندكت جوزيف فينويك
بيندكت جوزيف فينويك (بالإنجليزية: Benedict Joseph Fenwick)‏ هو كاهن كاثوليكي أمريكي، ولد في 3 سبتمبر 1782 في ليوناردتاون في الولايات المتحدة، وتوفي في 11 أغسطس 1846 في بوسطن في الولايات المتحدة.